# Trinidad Morgades Besari
Trinidad Morgades Besari (Malabo, 24 de abril de 1931-Ibidem, 10 de octubre de 2019) fue una intelectual y escritora ecuatoguineana.
Fue una de las más grandes estudiosas del español ecuatoguineano —variante de Guinea Ecuatorial del idioma español— así como de las otras lenguas nativas del país.

## Biografía
Morgades Besari nació en Malabo (antigua Santa Isabel) el 24 de abril de 1931. Su madre financió sus primeros estudios enviándola a las Islas Canarias, donde asistió a la escuela primaria en Tenerife.

### Carrera profesional
Desde 1945 estudió Bachillerato en Canarias y Barcelona (España). En 1954 ingresó en la Universidad de Barcelona, en la facultad de Filosofía y Letras, tras lo que en 1958 obtuvo la licenciatura de Filosofía y Letras. Al año siguiente, en 1959, regresó a Guinea Ecuatorial como profesora de Lengua y Literatura, ingresando en la Instituto de Enseñanza Media de Santa Isabel (Malabo). En 1964 fue designada para asistir a la Conferencia de la OIT en Adís Abeba (Etiopía) y en 1965 fue nombrada Directora de Bachillerato en el Instituto Cardenal Cisneros.
En 1968, tras la independencia de Guinea Ecuatorial, fue nombrada Primera Secretaria de la Embajada de Guinea Ecuatorial en Lagos (Nigeria), tras lo cual en 1971, fue nombrada agregada Cultural en la Embajada de Guinea Ecuatorial, en Adís Abeba.
En 1973, volvió a España y el gobierno español la destinó a Tetuán (Marruecos) como profesora de Literatura en el Colegio Misionera Franciscanas. En 1975 se incorporó a la Cátedra de inglés y Literatura en el Instituto Reyes Católicos de Vélez-Málaga (España).
En 1986 regresó otra vez a Guinea Ecuatorial como Secretaria General de la UNED en Malabo, y dando clases en la embajada de los Estados Unidos en Malabo, tras lo cual, en 1988 es nombrada Secretaria General del Consejo de Investigaciones Científicas de Guinea Ecuatorial (CICGE). En 1992 fue nombrada Directora de la escuela Nacional de Agricultura (ENA), así como de la escuela de Agricultura, Pesca y Forestal.
En el año 2000 se convirtió en directora del periódico El Correo Guineoecuatoriano y en 2003 fue elegida presidente de la Asociación de la Prensa de Guinea Ecuatorial (ASOPGE). En 2005 fue nombrada vicerrectora de la Universidad Nacional de Guinea Ecuatorial (UNGE).
En 2009 fue nombrada Académica Correspondiente de la Real Academia Española y en 2010 abandonó el cargo en la UNGE.
Fue elegida académica de número uno de la Academia Ecuatoguineana de la Lengua Española (AEGLE) el 25 de octubre de 2015, de la que fue fundadora junto a Julián Bibang Oyee, Federico Edjo Ovono, Leandro Mbomio Nsue y Agustín Nze Nfumu.
En el 2019, coincidiendo con los 40 de programas de cooperación hispano-guineanos, las bibliotecas de la Agencia Española de Cooperación Internacional para el Desarrollo crearon el Fondo Digital de Guinea Ecuatorial, un portal especializado en publicaciones ecuatoguineanas, siendo el drama Antígona (1991) parte del acervo fundacional de éste.
Falleció el 10 de octubre de 2019 en la ciudad de Malabo.

### Vida personal
Besari estuvo casada con el embajador Samuel Ebuka Besebo entre 1965 y 2016, fecha de la muerte de Samuel, con quien tuvo un hijo llamado Samuel Ebuka Morgades (o Mokumu Ebuka Morgades, pues este último es su nombre tradicional en la etnia Combe o Ndowé) y una hija, Matinga Ebuka Morgades.

## Obras
- Antígona, África 2000 nr 14, Ediciones Centro Cultural Hispano-Guineano. Malabo, 1991.[10]
- La puesta en escena de Antigona, El Patio. 15: 23–24. Malabo, 2004.
- El español en Guinea Ecuatorial (2004).
- Los criollos de Guinea Ecuatorial , El árbol del Centro. 5: 31–32. Malabo, 2007.
- Diccionario Español-Fang (2014).
- Introducción al pidgin de Guinea Ecuatorial (2016).